# بيت الذفيف (همدان)

تعديل مصدري - تعديل

بيت الذفيف هي إحدى قرى عزلة وادعة بمديرية همدان التابعة لمحافظة صنعاء، بلغ تعداد سكانها 2937 نسمة حسب تعداد اليمن لعام 2004.